# Morita Kanya XII
Morita Kanya XII (十二代目守田勘弥), né le 9 novembre 1846 et mort le 21 août 1897, est le plus important directeur de théâtre japonais de la première moitié de l'ère Meiji (1868 - 1912). Il fait construire le premier théâtre moderne, le Shintomi-za (新富座), qui incorpore des caractéristiques occidentales telles que l'éclairage au gaz et des chaises (au lieu de bancs jusqu'alors). Inauguré en juin 1878, le théâtre est situé dans une colonie étrangère dans le quartier Tsukiji de Tokyo. Il joue également un rôle déterminant pour attirer un nouveau public, l'aristocratie, dans les théâtres kabuki (kikan).

## Jeunesse
Jeune garçon de douze ans, Morita Kanya XII, aurait couru au port de Yokohama dans une tentative de quitter le Japon et d'émigrer en Occident en vue d'accomplir son objectif : devenir millionnaire. Bien que la shinsengumi (police shogunale) l'arrête à ce moment, son esprit et son intérêt pour l'Occident resteront une partie intégrante de sa personnalité. À l'époque de la prise de contrôle du pays par le gouvernement de Meiji (1868), Morita Kanya XII alors âgé de 22 ans est tellement obsédé par le monde occidental qu'il mange le sashimi (un plat traditionnel japonais) avec du sel et du poivre, par opposition à la sauce de soja et au wasabi (yuichiro).

## Vie personnelle
Kanya était ami avec le père du dramaturge Kidō Okamoto. Selon ce dernier, il était extrêmement poli, presque obséquieux, et dans sa façon très occidentalisée offrit une fois une boîte de bonbons occidentaux achetés dans une confiserie (Fūgetsudo (風月堂)). Lorsque les résidents de la légation britannique dirigée par Thomas McClatchie ont offert à Kanya un rideau de théâtre, les temps étaient incertains avec un fond de sentiment anti-occidental au sein de certains domaines féodaux. Il existe un échange de lettres entre Kanya, McClatchie et un diplomate austro-hongrois, Heinrich von Siebold (de) à propos du rideau et une invitation de Kanya à un événement inaugural spécial.

« Je vous écris cette lettre pour dire que, en conséquence de la reconstruction, je tiens à adresser une invitation honorable pour vous deux jeunes résidents étrangers à Tokyo à l'occasion de l'ouverture du Shintomi-za le 7 juin 1879 et à vous offrir, avec mes compatriotes, notre hospitalité lors d'un discours de bienvenue en août et une expression d'appréciation. En outre, en ce qui concerne l'affaire en question, je vais mesurer le temps jusqu'à [ce qu'arrive] votre aimable réponse à cette demande. Une fois qu'il aura été reçu, je vais, en recevant le don de ce superbe rideau, l'accrocher pour qu'il serve à une place d'honneur. Je suis convaincu que ce sera à notre satisfaction mutuelle. Sur une note séparée, ce rideau, dont l'aspect est plus que conforme à mes attentes, encouragera ceux dont les noms apparaîtront sur le certificat du don d'un accord imminent. À ce sujet, l'appel de cette proposition sera pris en charge. Sincèrement vôtre, 3 février 1879, à Tōkyō pour ASAP Hospitality Company, Heinrich Von Siebold et Thomas McClatchie du chef de la Tōkyō Shintomiza, Morita Kan’ya le jeune. »

Ce à quoi McClatchie répond...

« Je viens au Japon pour assister à la prochaine occasion. Je conseille respectueusement la prudence car il peut être dangereux d'être associé avec moi [et] mes amis. Au Japon, les gens comme ce qu'on appelle les rōnin avec leurs épées katana ont longtemps été dans les factions armées. Les étrangers vus par eux sont immédiatement tués. Je suis heureux d'être en mesure de voyager au Japon, ce à propos de quoi ma mère a cessé de pleurer. Venant pour regarder, il n'est pas dans mon intention d'être décapité par un rōnin. Le théâtre est très joli et nous verrons une belle pièce. Cela est si agréable ne pensez-vous pas? Je demande respectueusement que les détails me soient fournis par écrit et envoyés par le bon soin de mon amie, la mère de Grande-Bretagne (la reine Victoria). »

Kanya répond...

« Je lis votre gracieuse lettre en réponse à toutes les invitations envoyées pour laquelle je tiens à vous remercier de confirmer que vous serez un invité à ladite occasion en juin. J'ai reçu avec une humble gratitude le si magnifique ensemble de rideaux de scène que vous m'avez si gentiment et honorablement donné. Quant à l'affaire en question, à l'occasion de cette inauguration, ce sera pour moi un honneur d'organiser au mieux de mes capacités et pour l'honneur des générations futures. Après cela, les illustrations seront vues à Ōsaka où toutes les conceptions différentes seront exposées. Avec tout le respect dû à vous mes trois nobles amis, alors vous serez reçus avec des discours appropriés de remerciements et d'honneur. Je vais mesurer le temps précieusement jusqu'à [ce qu'arrive] votre réponse pour cet article avec le blason de la famille qui sera honoré dans le théâtre. Respectueusement, sincèrement vôtre. 4 février, Morita Kan’ya (Skingle). »

## Réformes kabuki
Le théâtre kabuki est profondément affecté durant les réformes de l'ère Meiji. La principale préoccupation du gouvernement est de transformer l'art du kabuki en quelque chose de similaire à celui du genre occidental. Cette politique place le théâtre populaire dans un rôle social élevé qui permet aux aristocrates et aux nobles de venir assister aux représentations. Le kabuki doit représenter un Japon « civilisé » (le plus souvent afin d'impressionner les Occidentaux). En 1872, les dirigeants du kabuki, dont Morita Kanya XII, sont invités à participer à une discussion à l'hôtel de ville de Tokyo. Lors de cette réunion, des changements sont envisagés et Morita Kanya XII les considère comme une occasion de devenir un riche homme d'affaires avec l'espoir de devenir le directeur du futur Théâtre national du Japon. Lorsqu'il construit son Shintomi-za, il met en œuvre les réformes souhaitées, lesquelles sont ensuite appelées engeki Kairyo. (Tschudin)

## Carrière
Morita Kanya est propriétaire de l'un des trois théâtres autorisés sous le régime des shogun Tokugawa : le Morita-za. À la suite de la prise de pouvoir du gouvernement de Meiji en 1868, Morita Kanya construit le Morita-za en 1872, lequel marque une transformation de la structure du théâtre japonais kabuki. En 1875, il a des difficultés financières et réorganise le Morita-za en une entreprise qui change le nom du théâtre en Shintomi-za. Un an plus tard, en 1876, le théâtre est détruit par un incendie mais Morita Kanya le reconstruit immédiatement. Il est achevé en 1878 et renommé Shintomi-za (Yuichiro). La grande cérémonie d'inauguration a lieu le 7 juin 1878, à laquelle assiste le prince Sanjō Sanetomi, alors premier ministre du Japon. (Skingle). Le Shintomi-za est meublé avec des chaises occidentales conçues pour des visiteurs occidentaux et doté d'un éclairage au gaz pour la scène. Thomas Russell Hillier McClatchie, membre de la légation britannique à Tokyo, assiste à la cérémonie d'inauguration et de toute évidence apprécie les spectacles nocturnes donnés à cette occasion et plus tard écrit à sa mère et ses amis à ce sujet. Okamoto Keinosuke (plus tard Kiyoshi - père du dramaturge Kidō Okamoto (岡本 綺堂) et ami de Morita Kanya, employé à l'époque comme interprète à la légation britannique, aide McClatchie à concevoir un cadeau de la part des résidents étrangers pour le Shintomi-za et le 3 février 1879, un rideau fait de satin violet orné de complexes motifs de pin, de bambou et de prune ainsi que l'emblème katabani de Morita Kanya sont offerts au théâtre. Morita est fou de joie et suspend le rideau pour les représentations de mars qui commencent le 28 février (Skingle). Le point culminant de la carrière de Morita Kanya XII a lieu en juin 1879 lorsque le prince héritier Henri de Prusse et le 16 juillet 1879, le président américain Ulysses Grant se déplacent au Shintomi-za et assistent à une représentation de Yoshi-iye (Brandon). Tous ces événements font du Shintomi-za le « théâtre national » du Japon, bien qu'il ne soit pas désigné comme tel.

## Changements apportés par Morita Kanya XII dans le monde du théâtre kabuki

### Élimination de l'avancée de scène
Du temps de l'apogée du kabuki pendant l'époque d'Edo (1603-1868), la relation entre l'acteur et le public est censée être forte et intime. Cela signifie qu'il est courant pour les acteurs d'interagir avec les spectateurs. Au milieu de la représentation par exemple, les acteurs viennent sur la « scène avancée » (scène qui se prolonge dans le public) et interagissent avec eux. Dans son effort visant à transformer le kabuki en une forme d'art plus respectable, Morita Kanya XII élimine la scène avancée, adhérant ainsi à une convention occidentale. Cela met fin à la relation entre l'acteur et le public. (Samuel L. Leiter, ed., A Kabuki Reader (Armonk, NY: M.E. Sharpe, 2002)).

### Réforme des pièces kabuki
En 1878, Morita Kanya XII, faisant suite à la demande du gouvernement requérant l'exactitude historique, produit la pièce Okige no Kumo Harau Asagochi basée sur une récente insurrection bien réelle. Il intègre également des éléments de « bonne » morale dans les dialogues de ses acteurs dans le but de « civiliser » les gens du commun (Yuichiro). Il occidentalise également quelques pièces afin d'attirer les visiteurs occidentaux. Il écrit par exemple deux pièces kabuki dont l'action se situe en Europe en 1879. Une autre fois, il embauche un dramaturge pour créer une pièce basée sur les victoires du général Grant lors de la Guerre de sécession. (Brandon)

### Changements en architecture et ameublement
L'installation de chaises occidentales pour le public, pratique à présent standard dans tous les théâtres japonais, a lieu pour la première fois au Shintomi-za de Kanya. La taille de la scène, restée la même depuis plus d'un siècle, est également agrandie lorsque Morita Kanya XII construit le Shintomi-za. (Yuichiro)

## Fin de vie
En 1894, Morita Kanya XII est contraint de renoncer à la gestion du théâtre. Il connaît une crise financière majeure à l'issue de laquelle il perd 20 000 yen dans la production de la pièce Hyoryu Kidan Seiyo-geki, qui se révèle être un très grave échec en raison de la mauvaise prestation d'artistes occidentaux (Yuichiro). En 1909, le Shintonomi-za est acheté par la Shōchiku. 
La dernière fois que Kidō Okamoto et son père le rencontrent se situe au salon de thé Bairin du Kabuki-za en Meiji 29 (1896) lorsqu'ils assistent aux représentations données par Ichikawa Danjūrō IX de Shibaraku et Sukeroku. À l'époque, selon le père de Kidō Okamoto, il était endetté à hauteur de 700 000 à 8 000 000 ¥, environ 2 250 000 000 - 2 570 000 000 ¥ valeur de 2011, équivalent à quelque 22.25 – 22.5 millions de dollars. 
Il meurt le 21 août 1897 à son domicile de Nakano-chō dans le district d'Akasaka (Skingle).